# ExpressBus
ExpressBus est un consortium de sociétés de transport par autobus basé en Finlande.

## Présentation
ExpressBus est une marque commune à trois sociétés de transport par autobus Länsilinjat, Paunu et Pekolan liikenne.
ExpressBus dispose d'environ 100 autobus transportant des passagers et des colis et qui effectuent 2400 trajets par semaine en Finlande occidentale et méridionale ainsi que dans la vallée de la Kymi,,,.